# Таннаи
Танна́и, тана́и (мн. ч. иуд.-арам. תַּנָּאִים‎, таннаи́м; ед. ч. та́нна, от корня תני‎, тни — «повторять; учить; зубрить») в талмудическом иудаизме — законоучители эпохи Мишны (I—II веков), мнения которых приводятся в Мишне и Барайте; учителя Устного Закона.
В Гемаре термин таннаи употребляется, чтобы отличить авторитеты Мишны и Барайты от позднейших учёных. Однако не все учителя устного закона, цитируемые в Мишне, называются таннаи. Эпоху таннаим начинают лишь ученики Шаммая и Гиллеля, a завершает её поколение редактора Мишны рабби Иуды ха-Наси I. Учёные, жившие до этой эпохи, называются зекени́м ха-ришони́м («прежние старцы») и зуго́т («пары»). В эпоху амораев таннаим назывались также лица, выделявшиеся знанием Мишны и таннаитской традиции. Всего в Талмуде упомянуто 276 таннаим.
Эпоха таннаим, продолжавшаяся около 210 лет (10—220 годы), делится еврейскими учёными на пять или шесть поколений, или периодов, определяющихся началом и концом деятельности их наиболее выдающихся учителей. Некоторые таннаи проявляли свою деятельность в двух поколениях. Христианские гебраисты делят таннаим на четыре поколения, считая второе и третье за одно.

## Предыдущая эпоха

### Период прежних старцев («зекеним га-ришоним»)
- Боэтус
- Хони Ха-Меагель

### Период пар («зугот»)
В этот период, иногда включаемый в период таннаев, а иногда рассматриваемый отдельно, во главе еврейского народа стояли пары законоучителей — наси Синедриона и председатель суда Синедриона. Всего насчитывается пять пар:
- Иосе бен Иоэзер[англ.] из Цереды и Иосе бен Иоханан[англ.] из Иерусалима
- Иеошуа бен Пархия[англ.] и Ниттай из Арбеля[англ.]
- Иеуда бен Таббай[англ.] и Симон бен-Шатах
- Шемая[англ.] и Авталион
- Гиллель и Шаммай

## Период таннаев
Хронологический список наиболее выдающихся таннаим.
- Сыновья Бетиры[англ.]

### Первое поколение (10—80 годы)
- Бет-Шаммай[англ.] (дом Шаммая) и Бет-Гиллель[англ.] (дом Гиллеля)[3]
- Акавья бен-Магалалель[англ.] (Акабья бен-Магалалель; Акавия бен Маалальэль)[4][5]
- Гамлиэль ха-Закен (Раббан Гамлиил I, Старший)
- Симеон бен-Гамлиил I[англ.]
- Ханина бен Доса[6]
- Ханина Сеган га-Коганим[англ.]
- Ионатан бен-Уззиель}[7]
- Иоханан бен Заккай
- Рабби Цадок[англ.]

### Второе поколение (80—120 годы)
- Раббан Гамлиил II (в Ямнии)
- Доса бен-Гаркинас[англ.]
- Элиезер бен-Яков I[англ.]
- Элиэзер бен Уркенос (Элиезер бен-Гирканос; Элиэзер бен Гиркан)
- Иехошуа бен Ханания (Иошуа бен-Ханания)
- Элеазар бен-Азария
- Иуда бен-Батира[англ.] (Иеуда бен Бетера)
- Нахум из Гимзо[англ.] (Нахум из Гамзу)
- Рабби Папиас[8] (Pappias)

### Третье поколение (120—140)
- Рабби Тарфон[англ.]
- Исмаил бен-Элиша
- Рабби Акива (Акиба бен-Иосиф)
- Иоханан бен-Нури[англ.]
- Иосе Галилейский[9] (Иосе га-Гелили)
- Симон бен-Нанос (Simeon b. Nanos)[10]
- Иуда бен-Бава[англ.] (Иуда II, бен-Баба)
- Иоханан бен-Барока[англ.]
- Симон бен-Зома[англ.][11] (Шимон бен Зома)
- Шимон бен Аззай[11] (Шимон бен Аззай)

и некоторые из таннаим предыдущего поколения.

### Четвертое поколение (140—165)
- Рабби Меир[12]
- Иуда бар-Илаи
- Иосе бен-Халафта
- Шимон Бар Иохай (Симон бен-Иохаи)
- Элеазар бен-Шамуа[англ.]
- Исмаил бен-Иоханан бен-Барока (Ishmael ben Johanan ben Baroka)[13]
- Иоханан га-Сандалар[англ.]
- Элеазар бен-Яков II[англ.]
- Нехемия, Иошуа бен-Карха[англ.]
- Симон бен-Гамлиил II[англ.]

### Пятое поколение (165—200)
- Натан Вавилонский
- Симмахос бен-Иосиф
- Иехуда ха-Наси (Иуда га-Наси I)
- Иосе бен-Иуда[англ.][14]
- Элеазар бен-Симон
- Симон бен-Элеазар[англ.]

### Шестое поколение (200—220)
Современники и ученики рабби Иехуды ха-Наси (Иуды га-Наси I), цитируемые не в Мишне, a в Тосефте и Барайте:
- Полемо (Polemo)
- Иси бен Иеуда (Исси бен-Иуда)
- Элеазар б.-Иосе[англ.]
- Исмаил бен-Иосе[англ.][15] (Ишмаэль бар рабби Иосе)
- Иуда бен-Лакиш (Judah b. Laḳish)[16]
- Хия[англ.]
- Ошаия (Rabba Ochaya)
- Рабби Axa (Aḥa)
- Рав (Абба Арика).

Все эти учёные называются «полутаннаями», почему некоторые авторы в XIX веке перечисляли лишь пять поколений таннаим.

## Последующая эпоха
В эпоху амораев при главе иудейской школы во время преподавания и прений состояли одно или несколько лиц в качестве ассистентов, которые носили название танна. Их полный титул гласил: «танна дебе» (имя рек), как, например, תנא דני ר׳ יחזקאל и пр. Их обязанность состояла в том, чтобы при надобности устно цитировать мишны и барайты. Нелестный отзыв Талмуда ο танна, будто они приносят вред «מנלי עולם התנאים», вероятно, относятся к этим ассистентам, которые, полагаясь на свою память, решали вопросы на основании текста мишны или барайты без предварительного обсуждения в школе.